# 汉诺威王朝
汉诺威王朝（英語：House of Hanover，德語發音：[haʊ̯s haˈnoːfɐ]）是一个起源于17世纪的欧洲皇室家族。其成员被称为“汉诺威人”（Hanoverians），曾在17世纪至20世纪期间先后统治汉诺威王国、大不列颠王国、爱尔兰王国以及大英帝国。汉诺威王朝起初是韦尔夫家族（也称“古尔夫”或“盖尔夫”）于1635年分出的旁支，当时称为不伦瑞克-吕讷堡家族。1692年，随着汉诺威被神圣罗马帝国升格为选侯国，汉诺威家族逐步走向显赫。1714年，身为汉诺威选帝侯、亦为国王詹姆斯六世与一世的后裔的乔治一世，登上了大不列颠王国与爱尔兰王国的王位，开启了汉诺威王朝对大英帝国的统治。随着维多利亚女王于1901年去世，该王朝的统治宣告结束。其长子爱德华七世继承了大不列颠及爱尔兰联合王国的王位，其父亲为艾伯特亲王，因此王室家族转为萨克森-科堡-哥达家族。
汉诺威家族的正式名称为“不伦瑞克-吕讷堡家族的汉诺威支系”（英語：House of Brunswick-Lüneburg, Hanover line）。该家族的长系——统治不伦瑞克-沃尔芬比特尔侯国的支系于1884年绝嗣。如今，汉诺威王朝是韦尔夫家族唯一仍在世的分支，而韦尔夫家族则是埃斯特家族的嫡系。现任汉诺威家族的族长是恩斯特·奥古斯特亲王。

## 历史

### 起源
汉诺威王朝是德意志不倫瑞克王朝的分支之一，因此又稱為“不倫瑞克王朝-漢諾威支系”，由於漢諾威王朝也是布倫瑞克絕嗣後的最強盛的分支，被視為布倫瑞克的正統繼承者。其實漢諾威王朝和不倫瑞克王朝的前身都是韋爾夫王朝，祖先最早可以追溯到薩克森及巴伐利亞公爵狮子亨利，而亨利的幼子威廉成為吕讷堡公爵（Herzog von Lüneburg）。
不倫瑞克王朝的呂訥堡分支，經過多年發展後，在1692年成為漢諾威選侯國。自此以後，王室人員以國為姓氏，改名為漢諾威分支，即為漢諾威王朝。

### 不伦瑞克-吕讷堡的公爵与选侯
1692年，哈布斯堡王朝的神聖羅馬皇帝利奧波德一世，委任不倫瑞克-呂訥堡公爵為第9位世襲選帝侯，是為不倫瑞克-呂訥堡選帝侯，以增加哈布斯堡王室成員當選皇帝的勝算機會。自此以後，不倫瑞克-呂訥堡公爵及其後代便以封國為姓，改姓漢諾威。
不伦瑞克-吕讷堡公爵格奥尔格是汉诺威王朝的第一位成员。
1635年不伦瑞克-吕讷堡公国分裂时，乔治继承了卡伦贝格侯国并将其住所迁至汉诺威。他的儿子克里斯蒂安·路德維希则从乔治的兄弟处继承了吕讷堡侯国。随后，卡伦贝格与吕讷堡在乔治的儿子之间轮流持有，直到1705年由其孙（同样名为乔治）统一，而该孙后来成为了英国国王乔治一世。所有这些成员都持有“不伦瑞克-吕讷堡公爵”的头衔。
- 不伦瑞克-吕讷堡公爵格奥尔格：汉诺威王朝的第一位成员。
- 克里斯蒂安·路德维希：乔治公爵的长子，曾任卡伦贝格亲王（1641年–1648年）及吕讷堡亲王（1648年–1665年）。在成为吕讷堡亲王后，他放弃了卡伦贝格的统治。
- 格奧爾格·威廉：乔治公爵的次子，曾任卡伦贝格亲王（1648年–1665年）及吕讷堡亲王（1665年–1705年）。在其兄克里斯蒂安·路易去世后继任吕讷堡亲王，并放弃了卡伦贝格。
- 约翰·腓特烈：乔治公爵的三子，曾任卡伦贝格亲王（1665年–1679年）。
- 恩斯特·奥古斯特：乔治公爵的四子，在其兄约翰·腓特烈去世后成为卡伦贝格亲王（1679年–1698年）。1692年被晋封为神圣罗马帝国的选帝侯。恩斯特·奥古斯特的妻子普法尔茨的索菲亚，依据1701年《1707年皇位繼承法令（英语：Succession to the Crown Act 1707）》被确立为英格兰王位的继承人，该法案规定罗马天主教徒不得继承王位。当时，索菲亚是英王詹姆斯一世最年长的合资格新教徒后裔。
- 格奥尔格·路德维希（乔治·路易）：恩斯特·奥古斯特与索菲亚之子，1698年继任卡伦贝格亲王和选帝侯，并于1705年在其叔乔治·威廉去世后继任吕讷堡亲王。1714年其母去世后，他继承了其母对大不列颠王位的继承权。

### 联合王国及汉诺威国王
1688年，英國發生光榮革命，英王詹姆斯二世和其信奉天主教的後裔被逐離英國。詹姆斯信奉新教的女兒瑪麗和安妮陸續繼位，但不幸地二人駕崩後都無存活子嗣可繼承王位。
在安妮女王長子威廉王子夭折後，英國國會為避免兼領英國國教的國王寶座再次落入天主教徒手上，通過《1701年嗣位法令》，規定：
若《1689年權利法案》中所規定的繼承人全部無子而亡後，王位由英王詹姆士一世的外孫女，漢諾威選帝侯夫人索菲和她的新教後代繼承。
這部法律，令當時在英國王位繼承序列頭50名的王室成員都失去王位繼承權。雖然法案導致數次因王位爭端而起的衝突，但位於王位繼承序列第52名的漢諾威選帝侯，乔治一世（George I），最終還是於1714年繼位為大不列顛國王及愛爾蘭國王，直至1727年駕崩。
乔治·路易于1714年即位为英国国王乔治一世，成为第一位汉诺威王朝英国君主。:13 该王朝共产生了六位英国君主，他们统治大不列颠王国与爱尔兰王国（1801年合并为大不列颠及爱尔兰联合王国）：
1. 乔治一世（在位：1714–1727年）（德语名 Georg Ludwig）
2. 乔治二世（在位：1727–1760年）（德语名 Georg August）
3. 乔治三世（在位：1760–1820年）
4. 乔治四世（在位：1820–1830年）
5. 威廉四世（在位：1830–1837年）
6. 维多利亚女王（在位：1837–1901年）

乔治一世、乔治二世与乔治三世还兼任不伦瑞克-吕讷堡的选帝侯与公爵，通常称为“汉诺威选帝侯”。他们是英国与汉诺威的共主国王，控制汉诺威军队并主导其外交政策。自1814年拿破仑战争结束后，汉诺威升格为汉诺威王国，英国国王也成为“汉诺威国王”。
1837年威廉四世去世后，大不列颠及爱尔兰联合王国与汉诺威之间的共主联盟告终。根据汉诺威的半萨利克法（即“父系优先，母系次之”），汉诺威王位不得由女性继承，因而未传予维多利亚女王，而是由她的叔叔——坎伯兰公爵继承，即后来的汉诺威国王恩斯特·奥古斯特。:13,14
1901年，维多利亚女王去世，作为汉诺威王朝提供的最后一位英国君主，她的儿子与继承人爱德华七世继位，成为萨克森-科堡-哥达王朝的第一位英国君主。爱德华以其父亲——萨克森-科堡-哥达的艾伯特亲王——的家族姓氏命名新王朝。:14
| 汉诺威统治者 | 全名                                                              | 英国君主                                                |
| --- | ----------------------------------------------------------------- | ------------------------------------------------------- |
| 汉诺威选侯恩斯特·奧古斯特 （德語：Ernst August） 1692年12月19日—1698年1月23日                                                    | 恩斯特·奥古斯特 （德語：Ernst August）                                        | 并非英国君主                                            |
| 汉诺威选侯格奥尔格一世·路德维希 （德語：Georg I Ludwig） 1698年1月23日—1727年6月11日                                               | 乔治·路易 （英語：George Louis） 格奥尔格·路德维希 （德語：Georg Ludwig）                 | 英王乔治一世  1714年8月1日—1727年6月11日      |
| 汉诺威选侯格奥尔格二世·奥古斯特 （德語：Georg II August） 1727年6月11日—1760年10月25日                                              | 乔治·奥古斯都 （英語：George Augustus） 格奥尔格·奥古斯特 （德語：Georg August）             | 英王乔治二世 （英語：George II） 1727年6月11日—1760年10月25日    |
| 汉诺威选侯格奥尔格三世·威廉·腓特烈 （德語：Georg III Wilhelm Friedrich） 1760年10月25日—1807年 汉诺威国王格奥尔格三世 （德語：Georg III） 1814年—1820年1月29日 | 乔治·威廉·弗雷德里克 （英語：George William Frederick） 格奥尔格·威廉·腓特烈 （德語：Georg Wilhelm Friedrich）         | 英王喬治三世 （英語：George III） 1760年10月25日—1820年1月29日    |
| 汉诺威国王格奥尔格四世 （德語：Georg IV） 1820年1月29日—1830年6月26日                                                        | 乔治·奥古斯都·弗雷德里克 （英語：George Augustus Frederick） 格奥尔格·奥古斯特·腓特烈 （德語：Georg August Friedrich） | 英王喬治四世 （英語：George IV） 1820年1月29日—1830年6月26日     |
| 汉诺威国王威廉 （德語：Wilhelm） 1830年6月26日—1837年6月20日                                                                | 威廉·亨利 （英語：William Henry）                                    | 英王威廉四世 （英語：William IV） 1830年6月26日—1837年6月20日     |
| 并非汉诺威统治者 | 亚历山德丽娜·维多利亚 （英語：Alexandrina Victoria）                                  | 英国女王维多利亚 （英語：Victoria） 1837年6月20日—1901年1月22日 |
| 汉诺威国王恩斯特·奥古斯特 （德語：Ernst August） 1837年6月20日—1851年11月18日                                                    | 恩斯特·奥古斯特 （德語：Ernst August）                                        | 并非英国君主                                            |
| 汉诺威国王格奧爾格五世 （德語：Georg V） 1851年11月18日—1866年9月20日                                                       | 格奥尔格·腓特烈·亚历山大·卡尔·恩斯特·奥古斯特 （德語：Georg Friedrich Alexander Karl Ernst August）                | 并非英国君主                                            |

### 共主邦联的结束

1815-1918年间汉诺威王国和汉诺威省的范围

1814年10月，維也納會議上決定，為了給予英國國王在德意志事務上的發言權，決定將漢諾威選帝侯國提昇為漢諾威王國，並與英國組成共主邦聯。
但這個共主邦聯很快瓦解，當1837年英王威廉四世駕崩後，英國王位傳給了血緣關係較近的姪女肯特郡主維多利亞。不過卻因德意志地區施行歐洲大陸的薩利克法，禁止女性繼承王位。維多利亞三伯父的漢諾威君主寶座，傳給了她的五叔恩斯特·奧古斯特。
但此時普魯士已經開始筹划統一德國的大業。1866年普奧戰爭期間，漢諾威王國此前曾試圖與德意志邦聯中的其他國家在交戰雙方之間保持中立，但在最终1866年6月14日邦聯軍隊動員的決定性投票中投了反對票。不久後，普魯士因這一立場向漢諾威王國宣戰。在最初戰勝普魯士軍隊（例如在朗根薩爾察戰役）之後，漢諾威軍隊被迫投降，並在两年后改组為普魯士的一個行省汉诺威省。漢諾威王國宣告滅亡。
1866年汉诺威王室与霍亨索伦家族之间的裂痕，最终在1913年通过普鲁士的维多莉亚·路易丝公主与不伦瑞克公爵恩斯特·奥古斯特（汉诺威末代国王的孙子）之间的婚姻得以弥合。
| 不伦瑞克公爵               | 全名                                           | 在位时间                    |
| -------------------------- | ---------------------------------------------- | --------------------------- |
| 恩斯特·奥古斯特 （德語：Ernst August） | 恩斯特·奥古斯特·克里斯蒂安·格奥尔格 （德語：Ernst August Christian Georg） | 1913年11月1日—1918年11月8日 |

### 1866年以来德國漢諾威家族首領
- 1866年—1878年：格奧爾格五世 1851年—1866年在位为漢諾威国王，1851年—1878年为坎伯兰和特维奥特戴尔公爵。
- 1878年—1923年：汉诺威王储恩斯特·奥古斯特 1878年—1919年为坎伯兰和特维奥特戴尔公爵，1919年被英王乔治五世动用《削除爵位法》废掉此头衔。1901年1月22日英国维多利亚女王逝世，此人因而成为全世界范围内汉诺威家族统一首领。
- 1923年—1953年：不伦瑞克公爵恩斯特·奥古斯特 1913年—1918年在位为不伦瑞克公爵。
- 1953年—1987年：恩斯特·奧古斯特四世
- 1987年起：恩斯特·奧古斯特五世

该家族自1866年起常驻奥地利，因此除原有的德国和英国国籍外，也取得了奥地利国籍。由于后来的国王汉诺威国王恩斯特·奥古斯特曾于1799年被其父英国国王乔治三世授予坎伯兰与特维奥特戴尔公爵及阿马侯爵等英国贵族爵位，这些头衔由其后代继承。1914年，英国国王乔治五世还授予该家族成员“大不列颠与爱尔兰亲王”的称号。然而，这些贵族头衔与称号在1917年根据《爵位剥夺法案》被中止使用。
不过，“大不列颠与爱尔兰王子”的头衔在1914年仍被记入该家族的德国护照中，与其他德语爵位一同列示。1918–1919年间德国革命后，随着贵族特权的废除，这些头衔在法律上正式成为姓氏的一部分。因此英国亲王头衔如今仍作为该家族在德国护照中的法定姓氏组成部分存在，尽管在英国文件中已不再提及。
1931年8月29日，不伦瑞克公爵恩斯特·奥古斯特作为汉诺威家族族长，正式宣布恢复自己及其王朝后裔使用原有的英国王子头衔，作为一种次要的宣称头衔。这一称号——“大不列颠与爱尔兰皇家王子”——至今仍由现任家族族长、其孙恩斯特·奥古斯特继续宣称使用。
他有权根据《1917年爵位剥夺法案》提出申请，要求恢复其祖先被中止的英国贵族头衔——“坎伯兰与特维奥特戴尔公爵”与“阿马侯爵”，但他本人尚未提出申请。然而，他的父亲恩斯特·奥古斯特亲王确曾于二战后，援引早已被忽略（且后已废止）的《1705年索菲娅归化法案》条文，成功申请获得英国国籍。

### 英国的不伦瑞克公爵

1816年至1837年间英国汉诺威国王的徽章

1837年汉诺威王国的国徽

1884年，韦尔夫家族的嫡系血脉断绝。根据半萨利克法，汉诺威王朝原本有资格继承不伦瑞克公国，但普鲁士王国强烈反对让汉诺威国王乔治五世或其子坎伯兰公爵继承德意志帝国内的邦国王位，除非满足一系列严苛条件，例如宣誓效忠德国宪法。根据1879年一项法律，不伦瑞克公国设立了临时摄政委员会，以在公爵去世时接管政务，并在必要时指定摄政人选。
在不伦瑞克公爵去世后，坎伯兰公爵自称为新任不伦瑞克公爵，引发了长时间但未果的谈判。普鲁士的阿尔布雷希特亲王被任命为摄政，1906年去世后由梅克伦堡的约翰·阿尔布雷希特公爵继任。1912年，坎伯兰公爵的长子在一起车祸中身亡，随后其父将不伦瑞克的继承权让予其次子恩斯特·奥古斯特。同年，恩斯特·奥古斯特与德皇之女普鲁士的维多莉亚·路易丝公主结婚，并向德意志帝国宣誓效忠，因此于1913年11月获准登上不伦瑞克公爵宝座。他在第一次世界大战期间担任少将，但于1918年被废黜。1919年，他的父亲也因“对大不列颠作战”而被剥夺英国贵族头衔。
离开不伦瑞克宫后，公爵一家迁回奥地利格蒙登的流亡居所坎伯兰城堡。1924年，他与不伦瑞克自由邦达成协议，获得了布兰肯堡城堡及其他地产，并于1930年搬入。1945年末，在布兰肯堡被英美联军移交苏联红军、即将划入东德前数日，英国国王乔治六世下令派遣英国军车协助其全家连同家具搬迁至马林堡城堡。
恩斯特·奥古斯特公爵于1953年在马里恩堡城堡去世。他位于汉诺威的黑伦豪森宫在二战中完全毁坏。他的长子恩斯特·奥古斯特亲王于1961年出售了位于黑伦豪森花园的剩余地产，但保留了附近的小型宫殿“亲王府”，这是乔治一世于1720年为其女儿安娜·路易丝所建。如今该府邸为其孙恩斯特·奥古斯特亲王的私人住宅。

## 遗产
由于汉诺威王朝统治英国时正值其海外扩张的巅峰期，在全世界许多城镇与省份都留下了汉诺威王朝及其成员的痕迹。例如美国的乔治亚州即以喬治二世命名；此外还有马萨诸塞州汉诺威镇、新罕布什尔州汉诺威镇、宾夕法尼亚州汉诺威镇、伊利诺伊州汉诺威镇区等地。以该王朝成员命名的县包括弗吉尼亚州汉诺威县、弗吉尼亚州卡罗琳县、弗吉尼亚州不伦瑞克县、北卡罗来纳州新汉诺威县、北卡罗来纳州不伦瑞克县以及弗吉尼亚州乔治国王县。此外，新泽西州、佛蒙特州、阿肯色州和南达科他州也存在大量以乔治、汉诺威、不伦瑞克命名地名，例如新泽西州新不伦瑞克市。
以王后梅克伦堡-施特雷利茨的夏洛特命名的城镇，在美国和加拿大共有七个。加拿大的新不伦瑞克省、安大略省汉诺威镇、安大略省圭尔夫市以及不列颠哥伦比亚省维多利亚市亦皆如此。在南非，有北开普省汉诺威镇；在澳大利亚，有维多利亚州以及阿德莱德市；在英国有6个、在美国有13个城镇名为“不伦瑞克”；此外澳大利亚与新西兰各有一地以此命名；全球范围内更有超过50个以“维多利亚”为名的城镇。
大量街道与广场也以该王朝成员命名，例如伦敦汉诺威广场、纽约曼哈顿汉诺威广场、纽约州锡拉丘兹汉诺威广场，以及布里斯班、香港、新加坡、多伦多、渥太华的皇后街，后者的街道交叉口也多以汉诺威家族成员命名。
乔治时期建筑亦可在许多地方看到，它指的是1714年至1830年间，在多数英语国家广泛流行的一种具有代表性的建筑风格。

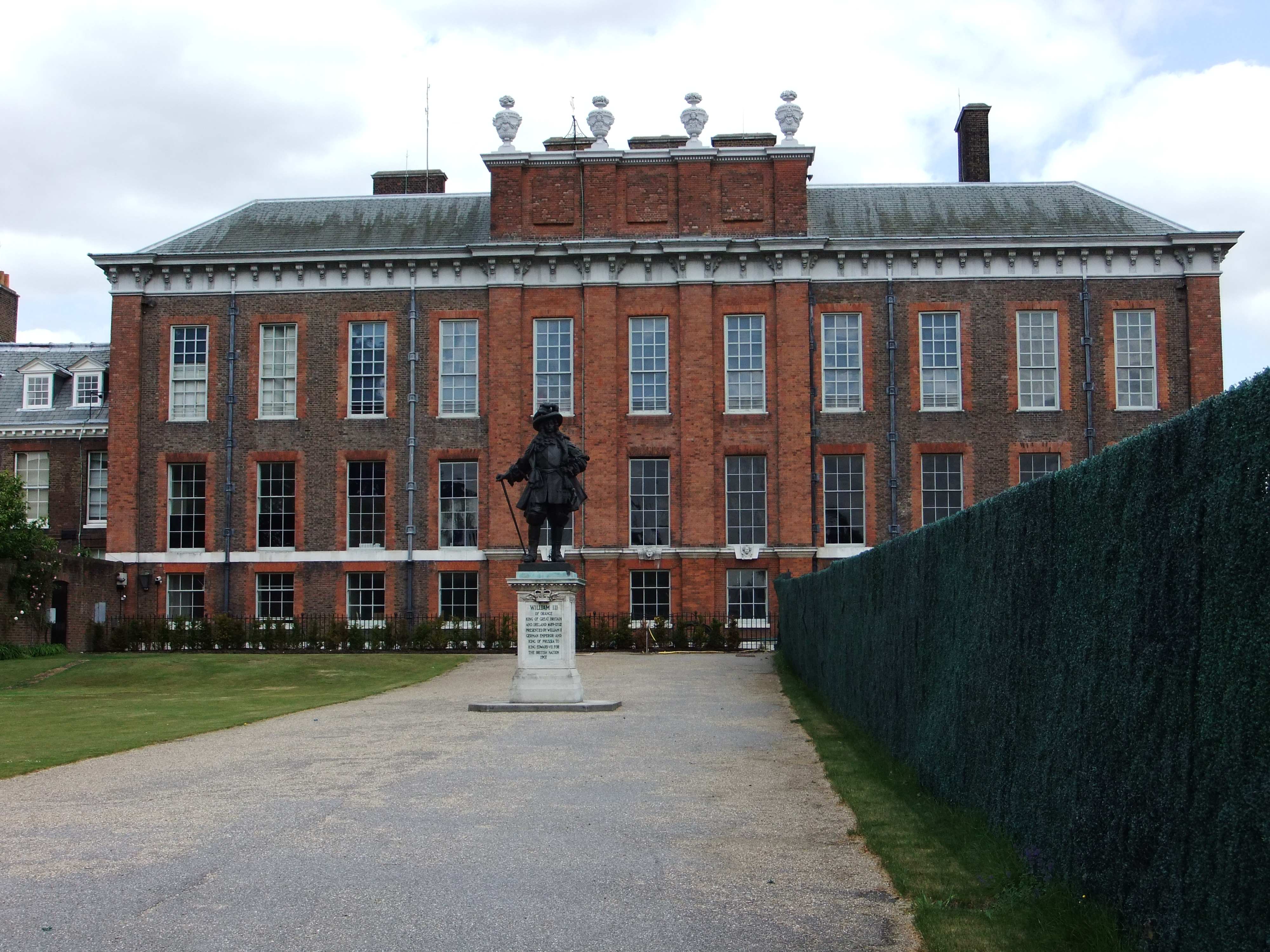
肯辛顿宫
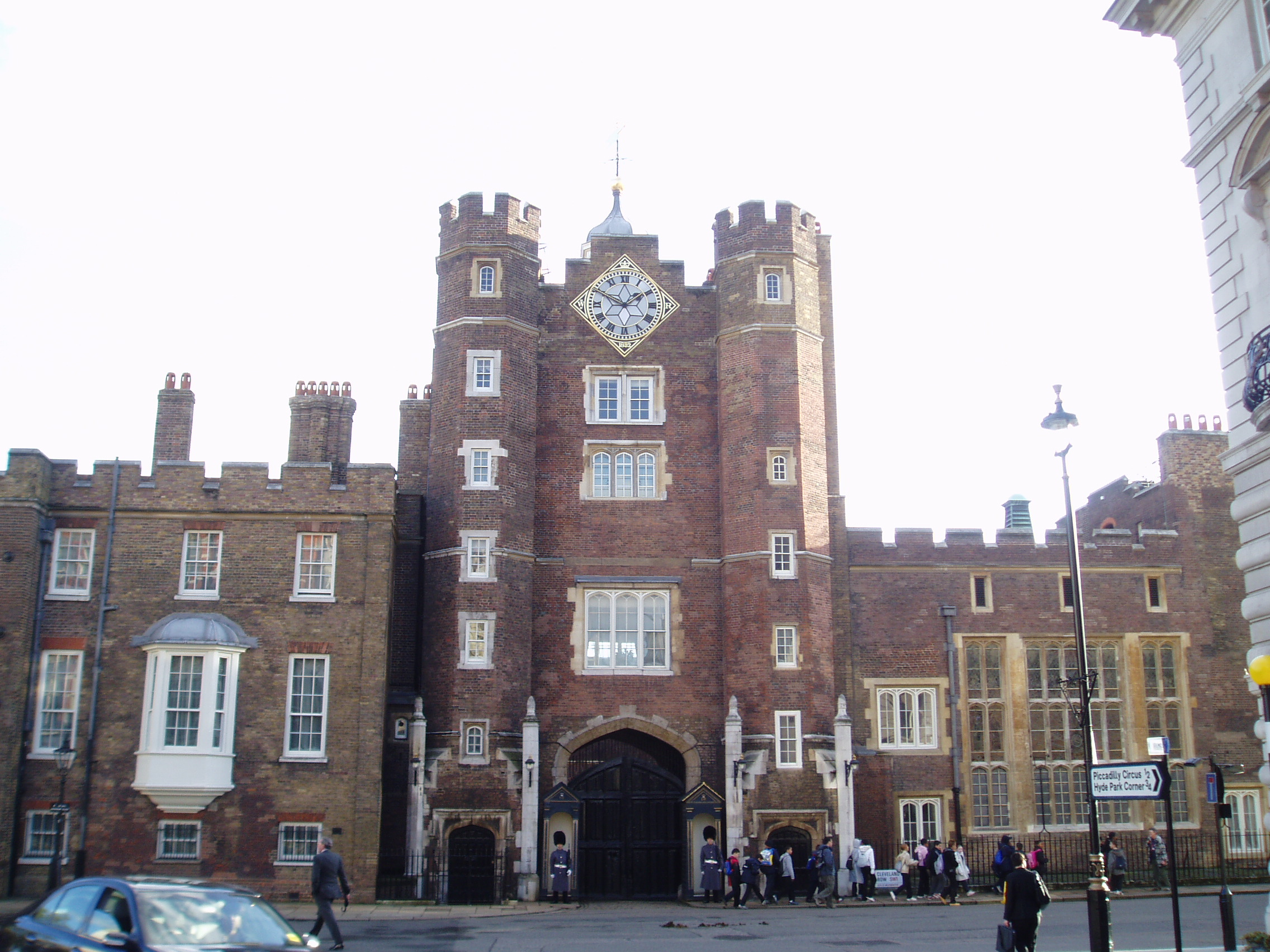
圣詹姆斯宫
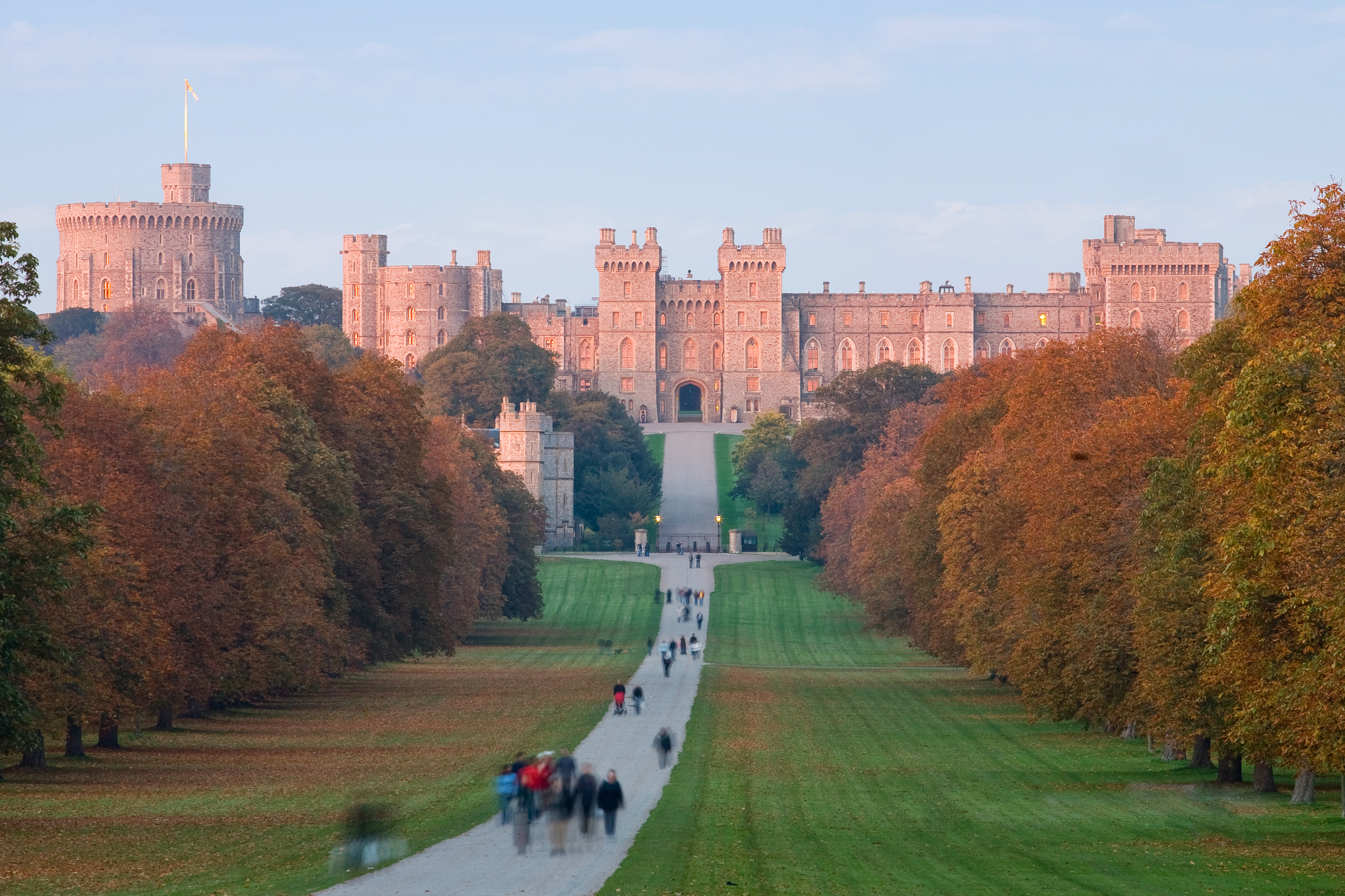
不伦瑞克宫
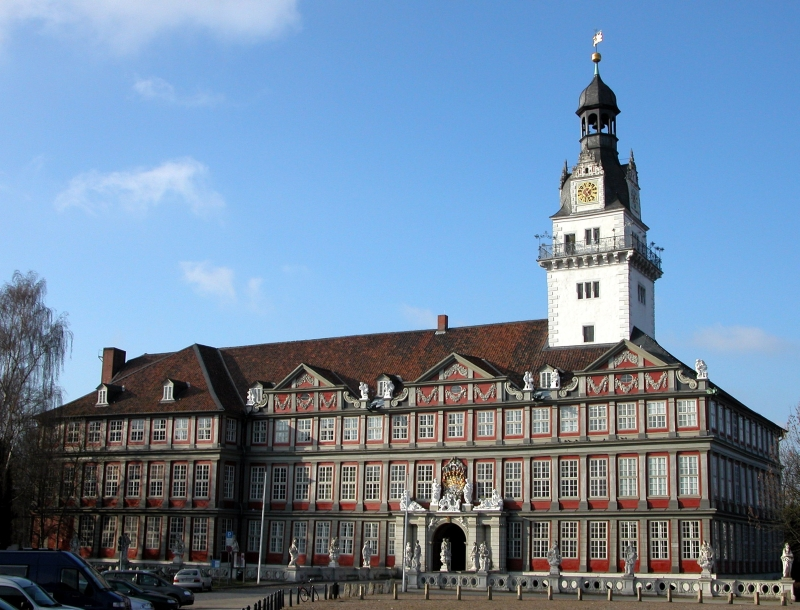
位于汉诺威的莱讷宫（汉诺威王国前王宫）
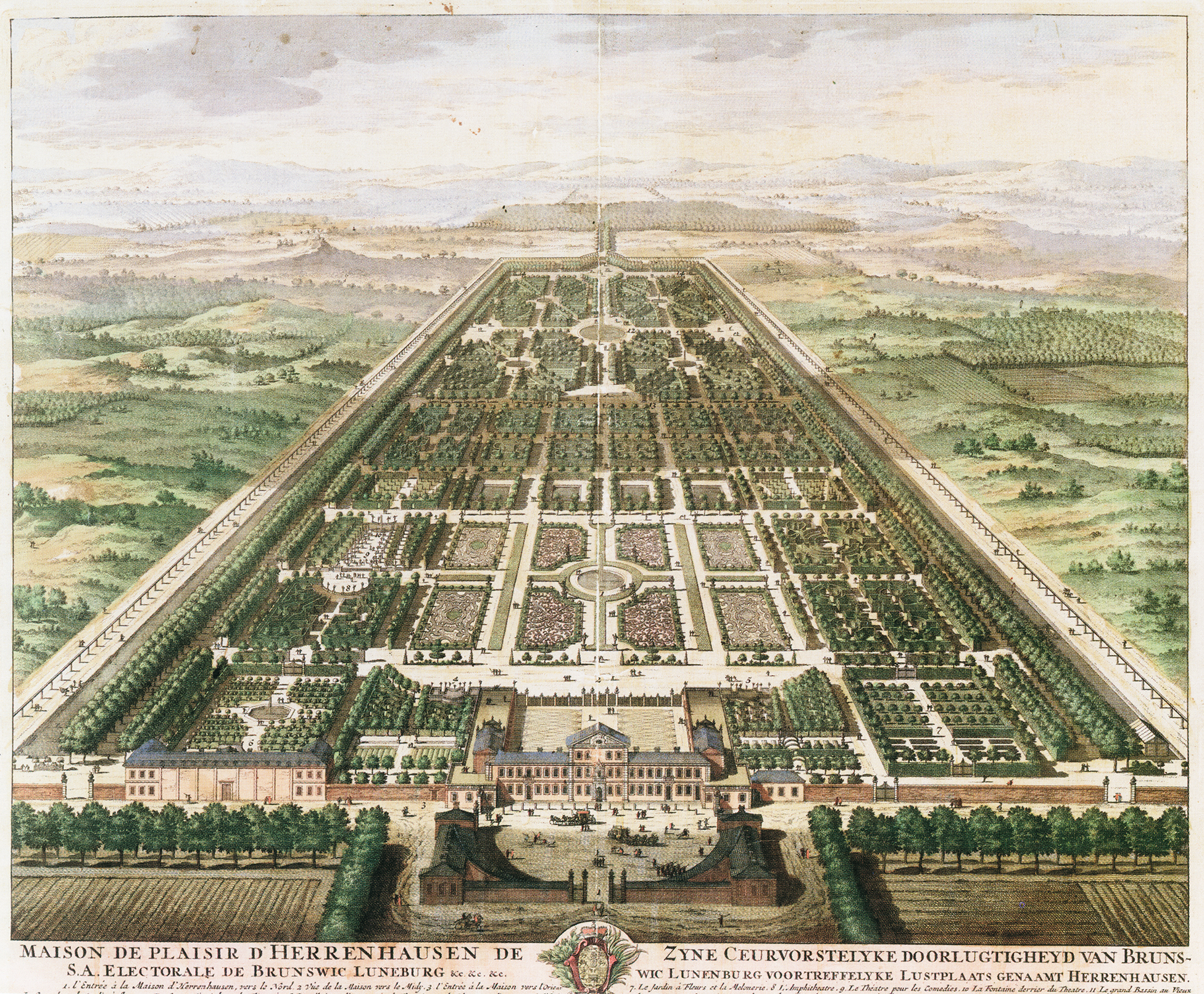
黑伦豪森宫及其花园（约1708年）
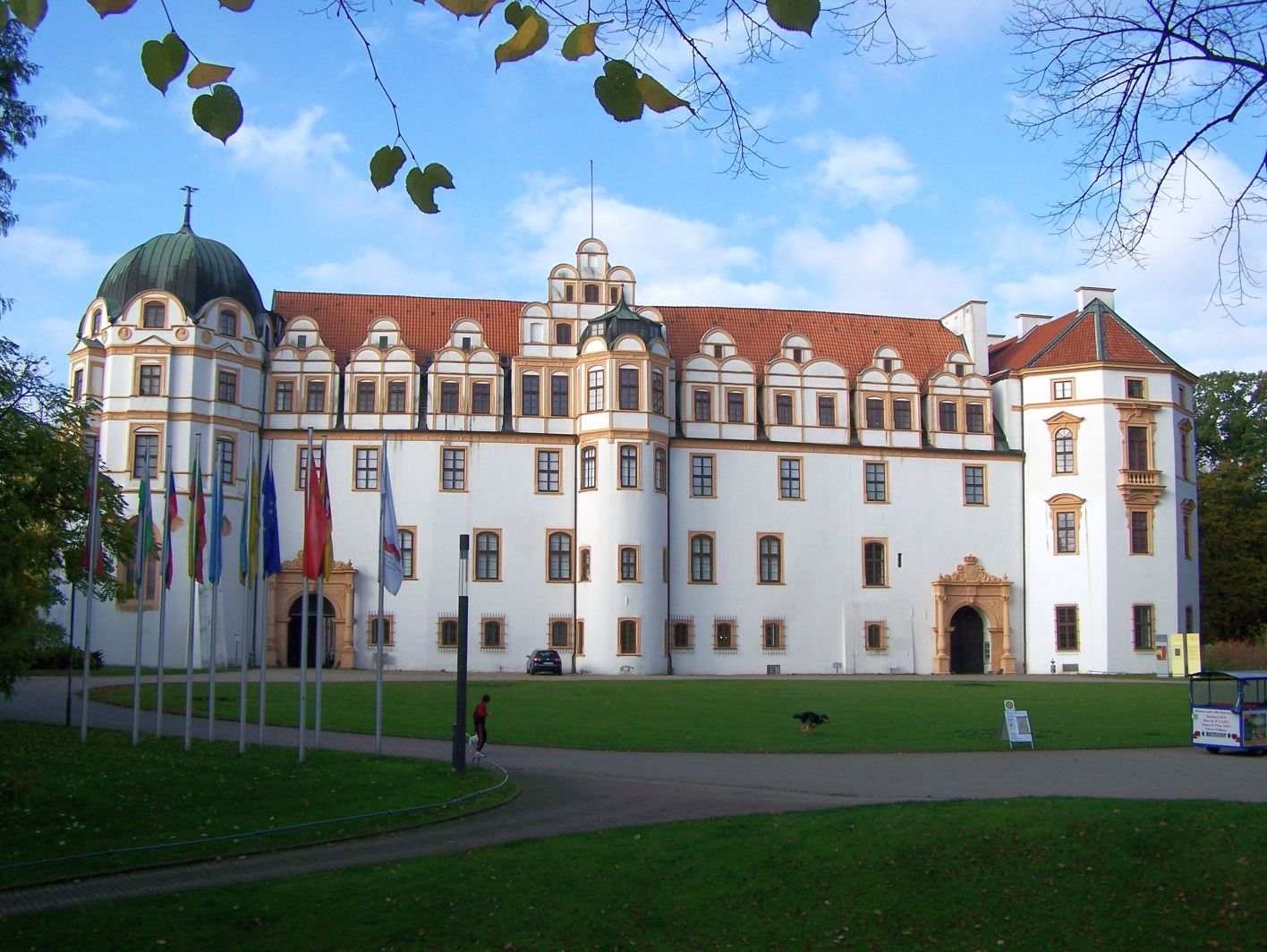
策勒城堡
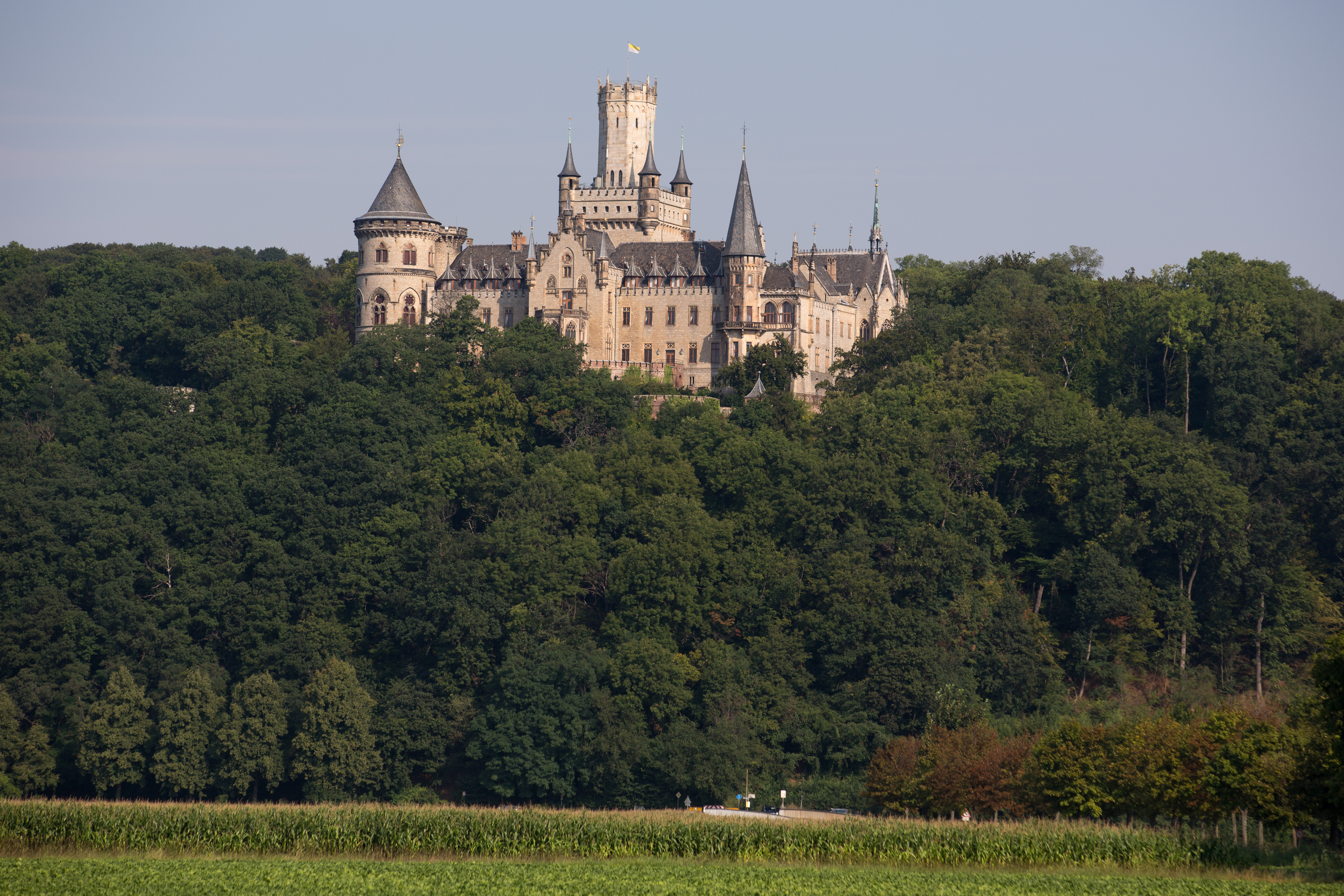
马林堡城堡，现为汉诺威亲王之家族的府邸